# Merrill Edge
Merrill Edge es una plataforma de negociación electrónica y un servicio de asesoramiento de inversiones que ofrece opciones de inversión autodirigidas y guiadas para particulares y empresas. Es una división de Bank of America y se lanzó en 2010 después de la fusión entre Merrill Lynch y Bank of America. Merrill Edge ofrece una amplia gama de productos de inversión, incluidas acciones, bonos, fondos cotizados en bolsa, préstamos de margen, fondos mutualistas y opciones.
En 2022, Merrill Edge mantenía 320.000 millones de dólares en activos pertenecientes a 3,5 millones de clientes, y empleaba a 4.000 asesores que trabajaban en sucursales bancarias y centros de atención telefónica . El mercado principal de esta compañía son los inversores de clase media-alta. Merrill Edge genera ingresos gracias a los intereses sobre saldos de efectivo y débitos de margen, comisiones por ejecución de órdenes, y servicios de gestión de carteras. Esta compañía no vende el flujo de órdenes de sus clientes.

## Historia
Lanzada el 21 de junio de 2010, Merrill Edge es una plataforma de negociación electrónica perteneciente a la división de banca minorista de su empresa matriz Bank of America. Creado después de que Merrill Lynch se convirtiera en una subsidiaria de Bank of America en 2008, contiene el nombre de Merrill Lynch y sus empleados están incluidos en el número de empleados de Merrill Lynch. Específicamente, es el resultado de la fusión entre la plataforma de inversión en línea de Bank of America (Quick & Reilly) y las herramientas de investigación, inversión y asesoramiento, además del del centro de llamadas, de Merrill Lynch. En sus inicios, Merrill Edge comenzó directamente con 500.000 clientes, que eran los pertenecientes a Bank of America. Bank of America lanzó el producto para competir con Charles Schwab Corporation y Fidelity Investments en el mercado de los inversores sin experiencia que no estaban preparados para un asesoramiento integral. Bank of America tenía como objetivo generar lealtad a la marca entre estos inversores más jóvenes que generalmente tienen buenas habilidades técnicas y aprecian un mayor grado de supervisión de sus propias cuentas. En 2015, Merrill Edge, después de cinco años de su puesta en marcha, ya tenía 118,000 millones de dólares en activos pertenecientes a dos millones de clientes. Acumuló los activos a través de tres vías principales: clientes existentes de Bank of America (que representaron alrededor de un tercio de los activos mantenidos), clientes referidos de Merrill Lynch (que representaron una proporción marginalmente mayor de los activos) y marketing (que representaron todos los demás). Bank of America agregó quioscos de videoconferencia a sus sucursales bancarias en el área metropolitana de Los Ángeles y el área metropolitana de Washington para promover Merrill Edge y permitir que los clientes recibieran asesoramiento de empleados localizados en Arizona, Florida y Nueva Jersey. Bank of America comercializó Merrill Edge en las ventanas y cajeros automáticos de sus ubicaciones.
En 2012, Merrill Edge lanzó Face Retirement, un producto que envejece la foto enviada por una persona. El objetivo de la herramienta era convencer a las personas de que ahorrasen tempranamente para la jubilación porque un estudio demostró que las personas jóvenes que se consideran mayores ahorran más.
En 2015, Merrill Edge contaba con 2.500 asesores trabajando en sucursales bancarias y centros de llamadas . Aproximadamente 1.500 de los asesores trabajaban en las sucursales bancarias. The Wall Street Journal informó en 2015 que Bank of America tiene la intención de duplicar el número de empleados de sucursales bancarias de Merrill Edge.
```
Según 
Reuters
, "los banqueros y asesores financieros que prestan este servicio son 
agentes de bolsa
 autorizados a los que se les paga un salario", mientras que los 
corredores de bolsa
 a tiempo completo reciben comisiones.
[
7
]
 Aron Levine, director de banca preferente y Merrill Edge, gestiona los asesores de las sucursales bancarias.
[
13
]
```

En una entrevista en 2015 con The Wall Street Journal, Aron Levine, ejecutivo de Merrill Edge, dijo que la compañía estaba considerando un "servicio de asesoramiento automatizado". Docenas de trabajadores de Bank of America trabajaron en un prototipo del producto, cuyo lanzamiento estaba previsto para 2016. En febrero de 2017, Merrill Edge comenzó a ofrecer a los clientes gestores de cartera automatizados que emplean algoritmos.
A finales de 2017, los activos de los clientes en Merrill Edge, en su gran mayoría autodirigidos y asesorados automáticamente por algoritmos, llegarron a 177.000 millones de dólares.
En mayo de 2018, Merrill Lynch junto con Merrill Edge lanzaron carteras de tipo ESG.
A partir de septiembre de 2019, Merrill Edge tenía 223.000 millones de dólares en activos de clientes.
Merrill Edge se unió a la guerra de las plataformas de negociación electrónica en octubre de 2019, ofreciendo la negociación de activos de forma gratuita e ilimitada para aproximadamente seis millones de clientes de su programa de fidelidad Preferred Rewards de Bank of America. En diciembre, se extendió a todas las cuentas autodirigidas. De hecho, el predecesor de Merrill Edge ya había sido pionero en operaciones de negociación gratuitas en 2006, aunque sólo para inversores selectos.

## Productos
Merrill Edge ofrece sus servicios a través de una plataforma en línea, que incluye un sitio web y una aplicación móvil . La plataforma brinda a los clientes acceso a recursos educativos y herramientas de investigación de mercado para ayudarlos a tomar decisiones de inversión informadas. Los clientes también pueden acceder a una gama de carteras de inversión autodirigidas y guiadas.
La plataforma también brinda a los clientes acceso a asesores financieros que pueden ayudarlos a navegar por el panorama de las inversiones y brindarles orientación de inversión personalizada a través de programas de asesoría de inversiones . Merrill Edge ofrece consultas telefónicas y en persona para clientes inscritos en su programa Merrill Guided Investing with an Advisor . Los clientes también pueden utilizar el servicio de asesoramiento automatizado de la plataforma, Merrill Edge Guided Investing Online, que proporciona servicios automatizados de gestión de inversiones.
Los servicios de Merrill Edge están disponibles para inversores individuales, así como para empresas pequeñas y clientes corporativos. La plataforma ofrece una variedad de tipos de cuentas, incluidas cuentas de inversión individuales y conjuntas, cuentas de jubilación como IRA, Roth IRA, cuentas custodiadas para menores, así como planes 529 para ahorros para la educación.
Para inversores experimentados, Merrill Edge proporciona acceso a MarketPro, una plataforma de negociación electrónica que proporciona herramientas avanzadas de gráficos y análisis, así como plantillas de inversión personalizables. Además, Merrill Edge MarketPro ofrece transmisión de datos en tiempo real de las principales bolsas de todo el mundo, incluidas NYSE y NASDAQ . La plataforma está disponible para todos los clientes de Merrill Edge sin costo adicional y se puede acceder a través de dispositivos de escritorio, web o móviles.
Si bien Merrill Edge ofrece una gama de opciones de inversión para sus clientes, existen algunas limitaciones en sus ofertas. Por ejemplo, el corretaje en línea no brinda acceso a mercados de activos alternativos, como criptomonedas, divisas (forex) o comercio de futuros . Además, no ofrece acceso a mercados internacionales ni acciones de centavo. Además, el comercio de acciones fraccionadas no está disponible, lo que significa que solo puede comprar una acción completa de una compañía.
Merrill Edge ofrece una cuenta de gestión de efectivo para mantener efectivo no invertido. Esta cuenta genera intereses y ofrece un acceso conveniente a efectivo a través de tarjetas de débito y cheques. Además, la función de barridos automáticos garantiza que el efectivo inactivo en las cuentas de inversión se traslade automáticamente a la cuenta de gestión de efectivo para ganar intereses.

## La diferencia entre Merrill Edge y Merrill
Merrill, anteriormente denominada Merrill Lynch, y Merrill Edge son entidades distintas, pero están afiliadas y se encuentran bajo el paraguas de Bank of America. Merrill es una firma tradicional de gestión de patrimonios integral que atiende a inversores de alto poder adquisitivo y emergentes. Sus asesores financieros tienen incentivos para construir y mantener relaciones a largo plazo con clientes adinerados. Por el contrario, Merrill Edge es una plataforma de corretaje que no requiere un mínimo de cuenta y ofrece operaciones sin comisiones para acciones y ETF, al mismo tiempo que otorga acceso a la investigación y las herramientas disponibles para los clientes de Merrill.